# СУ-100
СУ-100 е самоходно оръдие, разработено в СССР в края на Втората световна война. Предназначено е да унищожава вражески танкове, но може да служи и като артилерийска установка. Произвеждано е в много големи количества и продължава да служи до днес в много от армиите по света.

## История
Оръдието СУ-85, което до този момент е на служба в Червената армия, се оказва уязвимо и ненадеждно. То е създадено на базата на шаси от танк Т-34/85 с голяма бронирана надстройка. Осемдесет и петмилиметровото оръдие е било поставено в специална стоманена сфера. СУ-100 има подобен дизайн, но бронята му е по-дебела, има по-голям запас от ход, наблюдателната купола на командира е разположена на по-висока позиция и осигурява по-добра видимост. Новото въоръжение е усъвършенствано 100-мм оръдие Д-10 с висока степен на преодоляване на бронирани препятствия. Първият прототип е проектиран и създаден под ръководството на Лев Горлицки в Уралския Тежък Машиностроителен Завод в Екатеринбург. Обект 138 е бързо е одобрен след тестовете и в края на 1944 започва серийно производство. СУ-100 е способно да пробие вертикална бронирана плоча с дебелина 125 мм от разстояние до 2000 метра. До май 1945 са произведени около 2500 самоходни установки, като производството продължава до 1950.

## Употреба
СУ-100 е било употребявано в много конфликти след Втората световна война. Египет и Сирия го използват в сраженията си срещу Израел през 1956, 1967 и 1973. Употребявано е и по време на конфликтите в Ангола, а също и по време на Войната в Залива през 1991.

## Оператори
- Куба
- Монголия
- Русия (складирани)
- Сирия
- Судан
- Сърбия